# Arossia rubra
Arossia rubra is een zeepokkensoort uit de familie van de Balanidae. De wetenschappelijke naam van de soort is voor het eerst geldig gepubliceerd in 1992 door Zullo.